# Sabia
Genre
Classification APG III (2009)
Sabia est un genre de plantes à fleurs de la famille des Sabiacées.

## Liste des espèces
Selon GRIN (30 juillet 2010) :
- Sabia pauciflora Blume

Selon BioLib (26 décembre 2022) :
- Sabia campanulata Wall.
- Sabia coriacea Rehder & E. H. Wilsonacutisepala
- Sabia dielsii H. Léveillé
- Sabia discolor Dunn
- Sabia emarginata Lecomte
- Sabia fasciculata Lecomte ex L. Chen
- Sabia japonica Maximowicz
- Sabia lanceolata Colebrooke
- Sabia limoniacea Wallich ex J. D. Hooker & Thomson
- Sabia nervosa Chun ex Y. F. Wu
- Sabia paniculata Edgeworth ex J. D. Hooker & Thomson
- Sabia parviflora Wallich
- Sabia schumanniana Diels
- Sabia swinhoei Hemsl.
- Sabia transarisanensis Hayata
- Sabia yunnanensis Franchet

Selon NCBI (26 décembre 2022) :
- Sabia campanulata
- Sabia dielsii
- Sabia discolor
- Sabia emarginata
- Sabia fasciculata
- Sabia japonica
- Sabia leptandra
- Sabia limoniacea
- Sabia nervosa
- Sabia paniculata
- Sabia parviflora
- Sabia pauciflora
- Sabia philippinensis
- Sabia schumanniana
- Sabia swinhoei
- Sabia transarisanensis
- Sabia yunnanensis